# فاطمه زهرا زموم
فاطمه زهرا زموم (زاده ۱۹ ژانویه ۱۹۶۷) نویسنده، فیلم‌ساز و مربی فرانسوی الجزایری است.

## زندگی‌نامه
زموم در برج منایل در شمال الجزایر در خانواده ای سرشناس که اجداد آن عمر بن زموم و محمد بن زموم هستند به دنیا آمد. پس از حضور در مدرسه هنرهای زیبا در الجزیره (۱۹۸۵–۱۹۸۸)، به پاریس رفت و در سال ۱۹۹۵ در رشته فیلمبرداری و مطالعات سمعی و بصری از سوربن فارغ‌التحصیل شد او زمان خود را بین الجزایر و پاریس تقسیم می‌کند و به دنبال علایق اصلی خود، نقاشی، داستان و سینما است.
زهار (۲۰۰۹) اولین فیلم بلند زموم است که صحنه‌هایی از خشونتی که الجزیره در دهه ۱۹۹۰ تجربه کرده را به تصویر می‌کشد. در سال ۲۰۰۵، او فیلم کوتاه داستانی توپ پشمی را کارگردانی کرد و همچنین چندین کتاب از جمله چگونه همه کتاب‌هایم را دود کردم (۲۰۰۶) تألیف کرد. او در سال ۲۰۱۱، دومین فیلم بلند سینمایی خود را (با نام چقدر دوستم داری) کارگردانی و تهیه کرد. داستان این فیلم دربارهٔ پسربچه ای به نام عادل است که پس از جدایی والدینش با مادربزرگش زندگی می‌کند. او داستانی دربارهٔ سرزمین را در سال ۲۰۱۴ کارگردانی و تهیه‌کننده کرد و در سال ۲۰۱۹ یک فیلم داستانی کم‌هزینه به نام (پارکورها) و مستند اکران نشده به نام بدن + هنر ساخت.

## کارهای او
- ۱۹۹۵: عکس‌های سفر، مستند
- ۱۹۹۶: درسی از چیزها، مستند
- ۱۹۹۹: تقدیم به همه کسانی که می‌روند، رمان
- ۲۰۰۳: نقاشی الجزایر در قرن بیستم، کار تاریخی و تخصص
- ۲۰۰۴: خانه ای در ازدک، مستند
- ۲۰۰۵: توپ پشمی، مستند
- ۲۰۰۶: چکونه همه کتاب‌هایم را دود کردم، رمان
- ۲۰۰۹: زهار، فیلم تجربی
- ۲۰۰۹:داکر سیاه، مستند
- ۲۰۱۲: عشق تو چقدر بزرگ است، فیلم بلند
- ۲۰۱۴: «داستانی دربارهٔ سرزمین»، مستند درام برای تلویزیون و سینما
- ۲۰۱۹: "پارکورها، داستانی بلند
- ۲۰۱۹: بدن+هنر، یک مستند طولانی